# Bergepoli
Bergepoli (in greco antico: Βεργέπολις?) era una città dell'antica Grecia ubicata in Tracia, i cui resti si trovano presso gli attuali villaggi di Bafeika e Cutsó, a 10 km a sud-est dell'attuale città di Xanthi.

## Storie
Bergepoli venne fondata dagli abitanti di Abdera, e contiene resti archeologici di epoca classica, ellenistica e romana. Probabilmente in epoca bizantina venne chiamata Bergison, nome dato ad una fortezza vicina, la cui posizione esatta è sconosciuta.